# Arnaud Nouvel

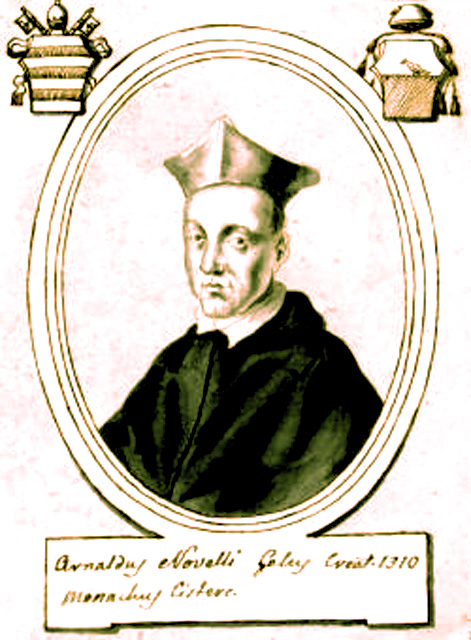
Arnaud Novel

Arnaud Nouvel OCist (auch Arnaud Novel; * in Saverdun, Grafschaft Foix; † 14. August 1317 in Avignon) war ein französischer Kardinal und Zisterzienser. 

## Leben
Arnaud Novel wurde 1201 in Saverdun geboren. Er war der Onkel mütterlicherseits von Papst Benedikt XII., den er in der Abtei von Fontfroide aufnahm und später zum Studium an die Universität von Paris schickte.
Er trat in die Zisterzienserabtei Boulbonne ein. Er war Professor an der Universität Toulouse und Kommendatarabt der Abtei Sainte-Marie de Fontfroide in Narbonne. Im Jahr 1307 wurde er zum apostolischen Vizekanzler des Heiligen Stuhls ernannt. Er war einer der Delegierten, die im Juli 1307 beauftragt wurden, die Inquisitionsverfahren gegen Bischof Bernard de Castanet von Albi, den späteren Kardinal, zu untersuchen. Er war ein enger Freund von Papst Clemens V.
Er wurde im Konsistorium vom 19. Dezember 1310 von Papst Clemens V. zum Kardinalpriester von Santa Prisca ernannt. Sein Neffe und späterer Papst Jacques Fournier folgte ihm als Kommendatarabt von Fontfroide nach. Im Jahr 1312 wurde er als päpstlicher Legat nach England geschickt, um einen Frieden zwischen dem König und einigen englischen Adligen auszuhandeln. Er starb am 14. August 1317 in Avignon.
Kardinal Arnaud nahm am Konklave 1314–1316 teil, bei dem Johannes XXII. gewählt wurde.